# ليام مارسدن
ليام مارسدن (بالإنجليزية: Liam Marsden)‏ هو لاعب كرة قدم بريطاني في مركز ظهير ‏، ولد في 21 نوفمبر 1994 في Creswell, Derbyshire ‏ في المملكة المتحدة. لعب مع نادي مانسفيلد تاون.

## وصلات خارجية
- ليام مارسدن على موقع قاعدة بيانات كرة القدم.إي يو (الإنجليزية)
- ليام مارسدن على موقع Soccerbase.com (لاعب) (الإنجليزية)
- ليام مارسدن على موقع Soccerway.com (الإنجليزية)